# Joaquín Alonso
Joaquín Alonso González (Oviedo, 1956. június 9. –) spanyol válogatott labdarúgó.

## Pályafutása

### Klubcsapatban
Oviedóban született, Asztúriában. Egész pályafutása során egyetlen csapatban, Sporting Gijónban játszott. Az Első idényében 17 mérkőzésen lépett pályára és 1 gólt szerzett. Ezt követően 15 éven keresztül a Sporting Gijón meghatározó játékosává vált. 1992 júniusáig 462 mérkőzésen játszott az első osztályban és 65 alkalommal volt eredményes.

### A válogatottban
1979 és 1988 között 18 alkalommal szerepelt a spanyol válogatottban és 1 gólt szerzett. Egy Cádizban rendezett Dánia elleni barátságos mérkőzésen mutatkozott be 1979. november 14-én. Részt vett az 1980. évi nyári olimpiai játékokon és az 1982-es világbajnokságon.

## Külső hivatkozások
- Joaquín Alonso adatlapja a National-Football-Teams.com oldalon (angolul)

- Joaquín Alonso (angol nyelven). FootballDatabase.eu
- Joaquín Alonso (angol nyelven). eu-football.info
- Joaquín Alonso (angol, katalán, spanyol nyelven). BDFutbol.com
- Joaquín Alonso adatlapja a worldfootball.net oldalon (angolul)